# Olestra
Olestra (aussi connu sous la marque Olean) est un substitut des graisses qui n'ajoute pas de matières grasses, de calories ou de cholestérol aux produits. Il a été utilisé dans la préparation d'aliments contenant traditionnellement beaucoup de graisses comme les chips, diminuant ou supprimant leur contenu en matières grasses.

## Commercialisation
Olestra a été accidentellement découvert par les chercheurs de Procter & Gamble (P&G) F. Mattson et R. Volpenhein en 1968 pendant qu'ils recherchaient des gras qui pourraient être plus facilement digérés par les nouveau-nés prématurés. P&G rencontra la Food and Drug Administration (FDA) en 1971 pour examiner quels test pourraient être requis pour introduire Olestra comme additif alimentaire.
Pendant les tests suivants, P&G remarqua une baisse du taux de cholestérol dans le sang comme effet secondaire du remplacement des graisses naturelles par Olestra. Suivant cette possibilité potentiellement lucrative, P&G fit une nouvelle requête auprès de la FDA pour utiliser Olestra comme médicament, particulièrement pour diminuer les taux de cholestérol. Cependant les longues séries d'études qui suivirent ne réussirent pas à démontrer une baisse des 15 % de cholestérol requis par la FDA pour être approuvé en tant que traitement. Les études qui suivirent n'aboutirent pas.
En 1984 la FDA autorisa Kellogg's à faire de la publicité pour leurs céréales à haute teneur en fibres qui réduisaient les risques de cancer. P&G redémarra immédiatement une autre série de tests qui durèrent trois ans. À la fin de ces études P&G refit une requête d'approbation comme additif alimentaire demandant à pouvoir utiliser Olestra pour le remplacement des graisses de cuisson à des teneurs supérieures à 35 %, et pour un usage commercial à 75 %.
Une des principales préoccupations de la FDA à propos d'Olestra était l'ironie qu'elle encouragerait les consommateurs à manger plus d'aliments situés au sommet de la chaîne alimentaire ayant l'impression qu'ils seraient plus sains, un paradoxe menant à une surconsommation pensant qu'Olestra le permettrait sans conséquences. À la lumière de ces faits, l'approbation d'Olestra comme additif alimentaire aurait signifié que les consommateurs consommeraient un aliment avec une part relativement élevée d'additif, sans que les effets à long terme sur la santé soient documentés. Ce fait rendit la FDA particulièrement hésitante à approuver le produit, en plus des autres effets secondaires comme la diarrhée et la perte des vitamines liposolubles. En août 1990, P&G firent le focus sur les amuse-gueule, chips, biscuits salés et autres aliments similaires.
À ce stade les brevets originaux approchaient de leur date d'expiration en 1995, alors P&G mit la pression pour obtenir une extension qu'il reçut en décembre 1993. Cette extension dura jusqu'au 25 janvier 1996. Comme le processus d'approbation continuait, P&G fut rejoint par d'autres compagnies qui accusèrent la FDA de traîner les pieds. Sous la pression, l'approbation vint enfin le 24 janvier, un jour avant la fin du brevet, reconduisant automatiquement celui-ci pour deux ans.
Olestra a été approuvé par la Food and Drug Administration en tant qu'additif alimentaire en 1996 et a été initialement utilisée dans des chips sous la marque WOW par Frito-Lay. En 1998, la première année où Olestra fut commercialisée à hauteur nationale, les ventes se chiffrèrent à 400 millions de dollars. Cependant en 2000 les ventes chutèrent à 200 millions de dollars.
Elle a en revanche été interdite au Canada.

## Chimie
Les graisses sont constituées de molécules d'acides gras attachées à du glycérol. Cependant Olestra est constituée de molécules de saccharose qui peuvent recevoir six à huit chaînes d'acides gras, et sont trop grandes pour pouvoir traverser la paroi intestinale et être absorbées. Olestra a le même goût et donne les mêmes sensations que les graisses, mais comme elle ne contient pas de glycérol et que les acides gras ne peuvent pas se détacher de la molécule de saccharose pour la digestion, elle traverse le système digestif sans être absorbée et n'apporte pas de calories ou n'a pas de valeur nutritive.
D'un point de vue mécanique, les scientifiques ont été capables de manipuler le composé de telle manière qu'il puisse être utilisé à la place des huiles de cuisson dans la préparation de plusieurs types d'aliments.
Comme elle contient les groupements fonctionnels des acides gras, Olestra est capable de dissoudre les vitamines liposolubles comme les vitamines D, E, K, A et les caroténoïdes. Les nutriments liposolubles consommés avec Olestra sont excrétés avec les molécules d'Olestra non digérées. Pour contrebalancer cette perte de nutriments, les produits faits avec Olestra sont enrichis en vitamines liposolubles, compensant ainsi les pertes dans les matières fécales.
En 1999, des chercheurs découvrirent qu'Olestra facilite l'élimination des dioxines du corps, du fait qu'elle absorbe les dioxines de la même manière que les corps gras. Cet effet inattendu pourrait rendre la substance utile dans le traitement de victimes d'intoxications à la dioxine,.

## Applications
P&G commercialise aussi cet ester de saccharose sous la marque Sefose pour une utilisation en tant que lubrifiant industriel ou additif de peinture.
Puisqu'Olestra est faite à partir d'une combinaison de sucre et d'huiles végétales, elle ne libère pas de fumées toxiques et pourrait potentiellement devenir un remplaçant respectueux de l'environnement des produits pétrochimiques dans ces applications.
Elle est actuellement utilisée comme base dans les cires pour parquets et comme lubrifiant pour les outils de faible puissance, et il y a des projets pour l'utiliser sur des machines plus grandes.